# 共享汽车

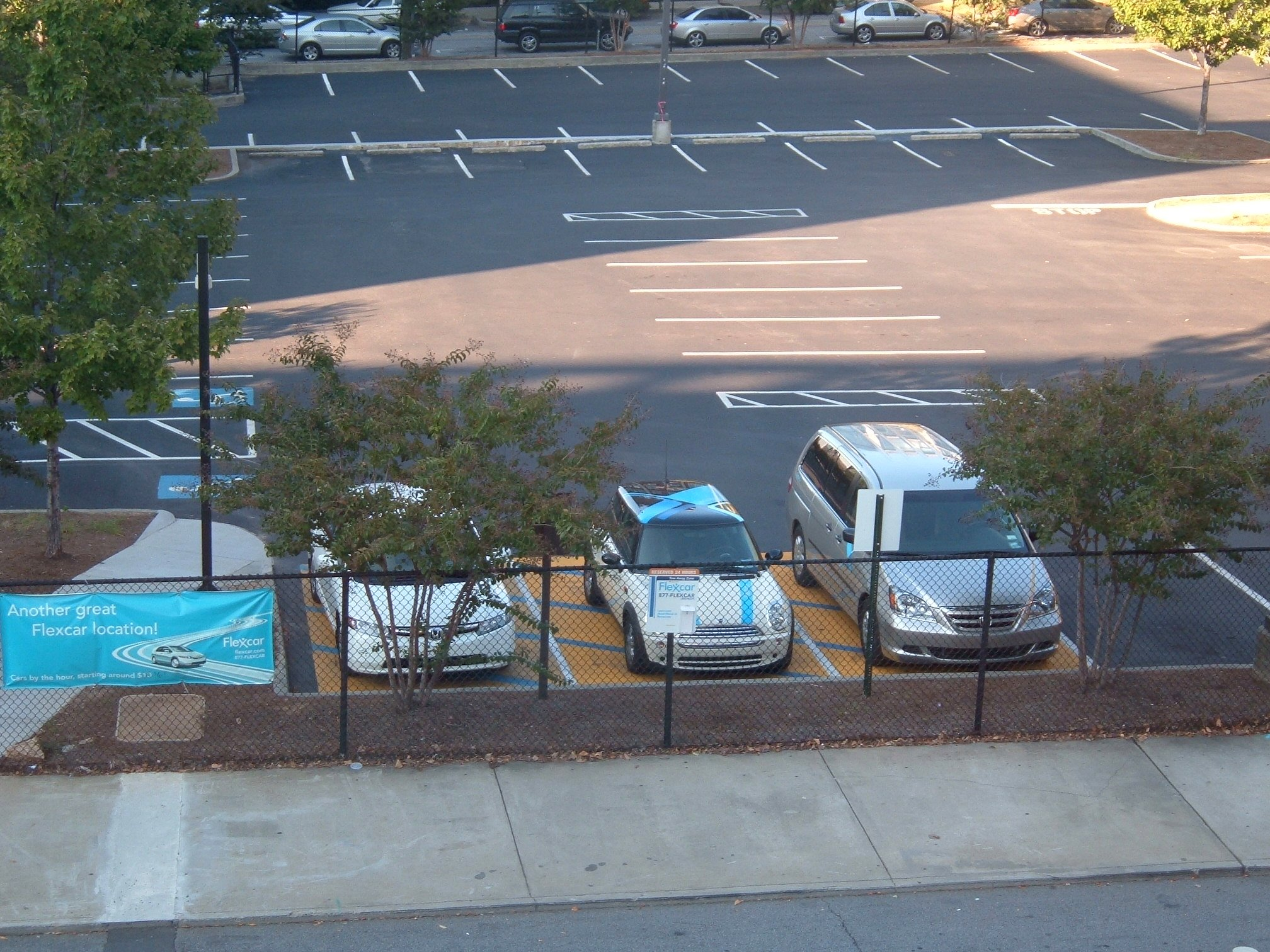
Flexcar（现在的 Zipcar 公司）共享车辆停在他们的预约场所，亚特兰大，佐治亚州。

共享汽車是一種汽車租賃模式，供人們短期租用車輛，其計費方式通常按小時或按日計算。主要針對的客群是偶爾需要使用汽車的人，他們會在短時間內使用不同類型的車輛，而不想長期擁有私家車，部分原因是他們住在公寓，沒有固定、專屬的停車位；另一部分原因是一些上班族，他們僅在通勤時需要車輛。而通過這項服務能更有效率且便捷地使用汽車。目前這種租賃服務已在全球一千多個城市中普及。

## 比較 “共乘” 和 “共享汽車”

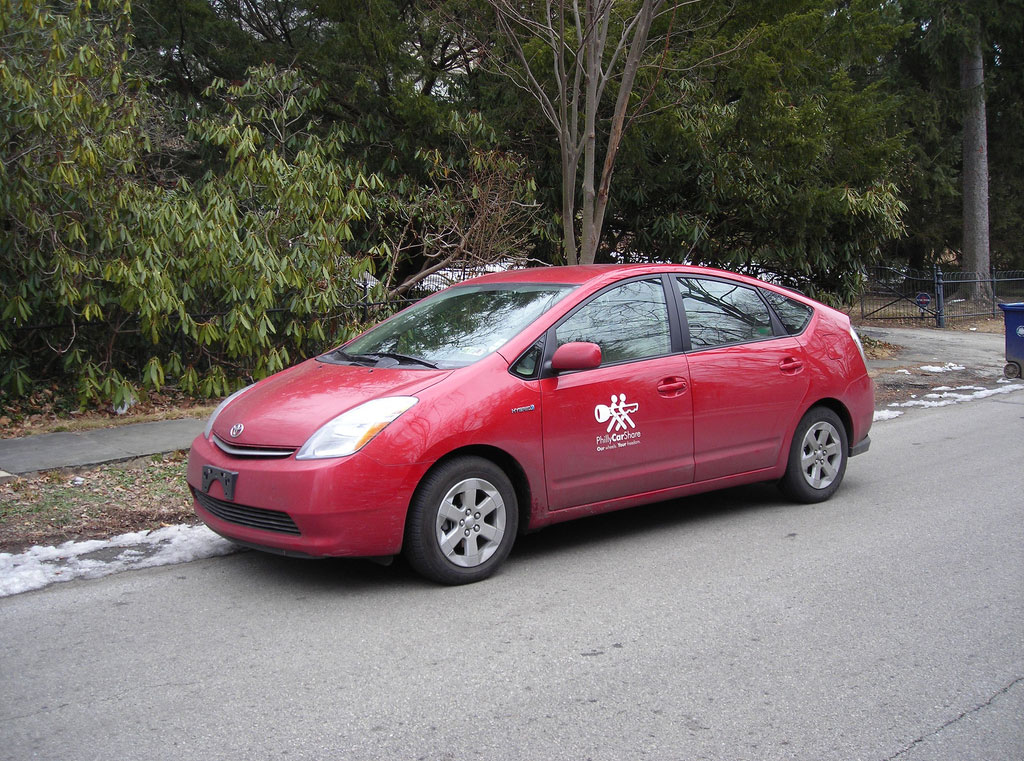
（丰田普瑞斯被费城，宾夕法尼亚州的费城汽车共享服务公司所使用）。

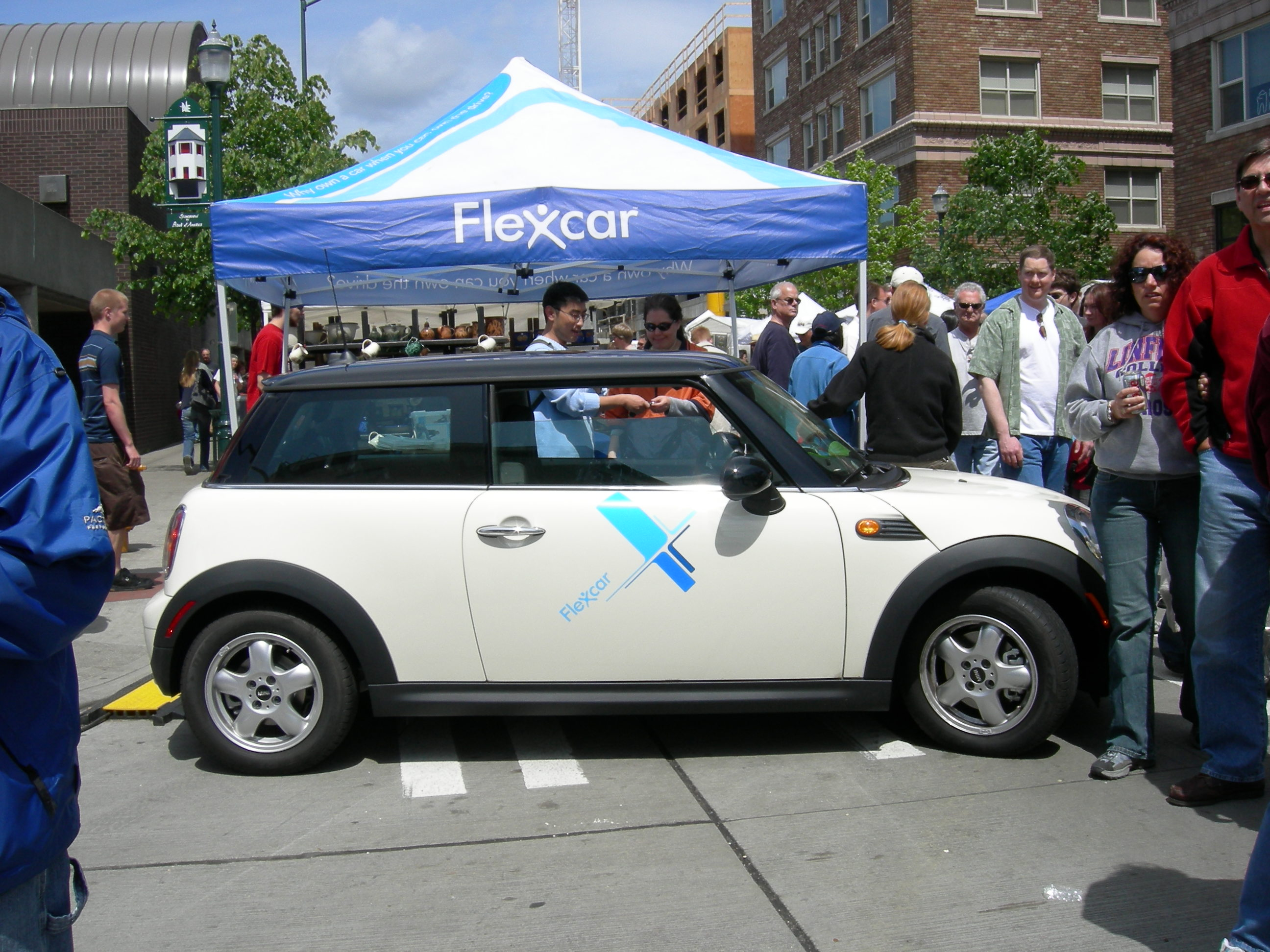
(Flexcar在大学街区展会，华盛顿西雅图大学区)。

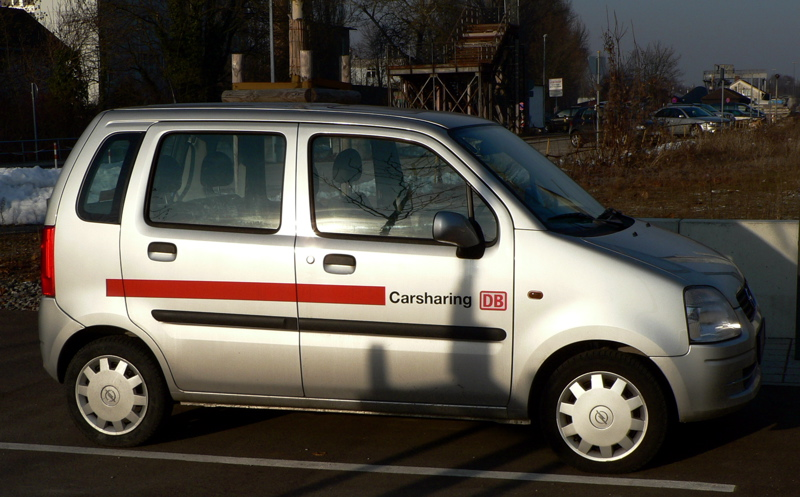
DB Carsharing vehicle in Ravensburg, Germany.

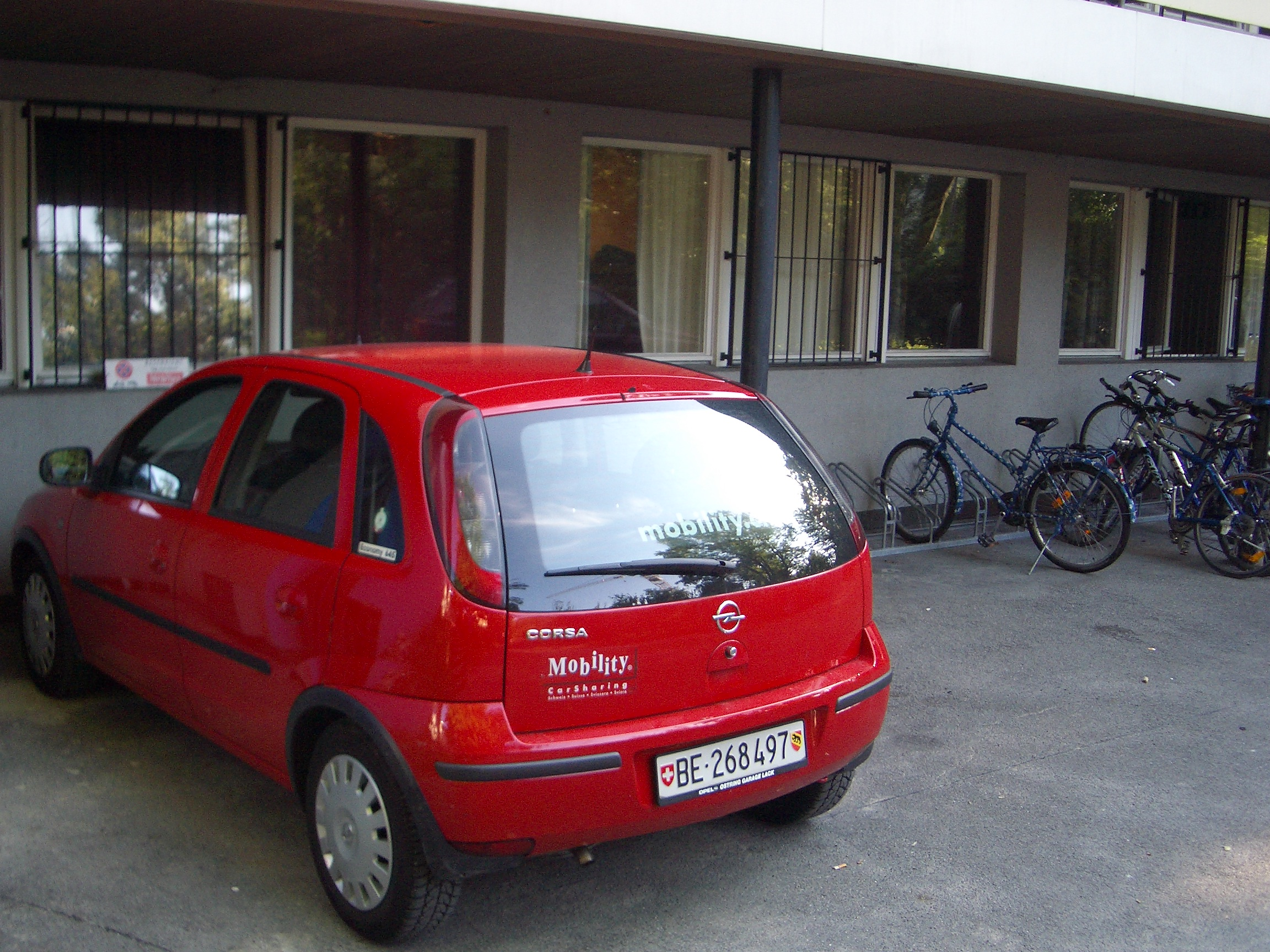
（德国，拉文斯堡，DB汽车共享公司）

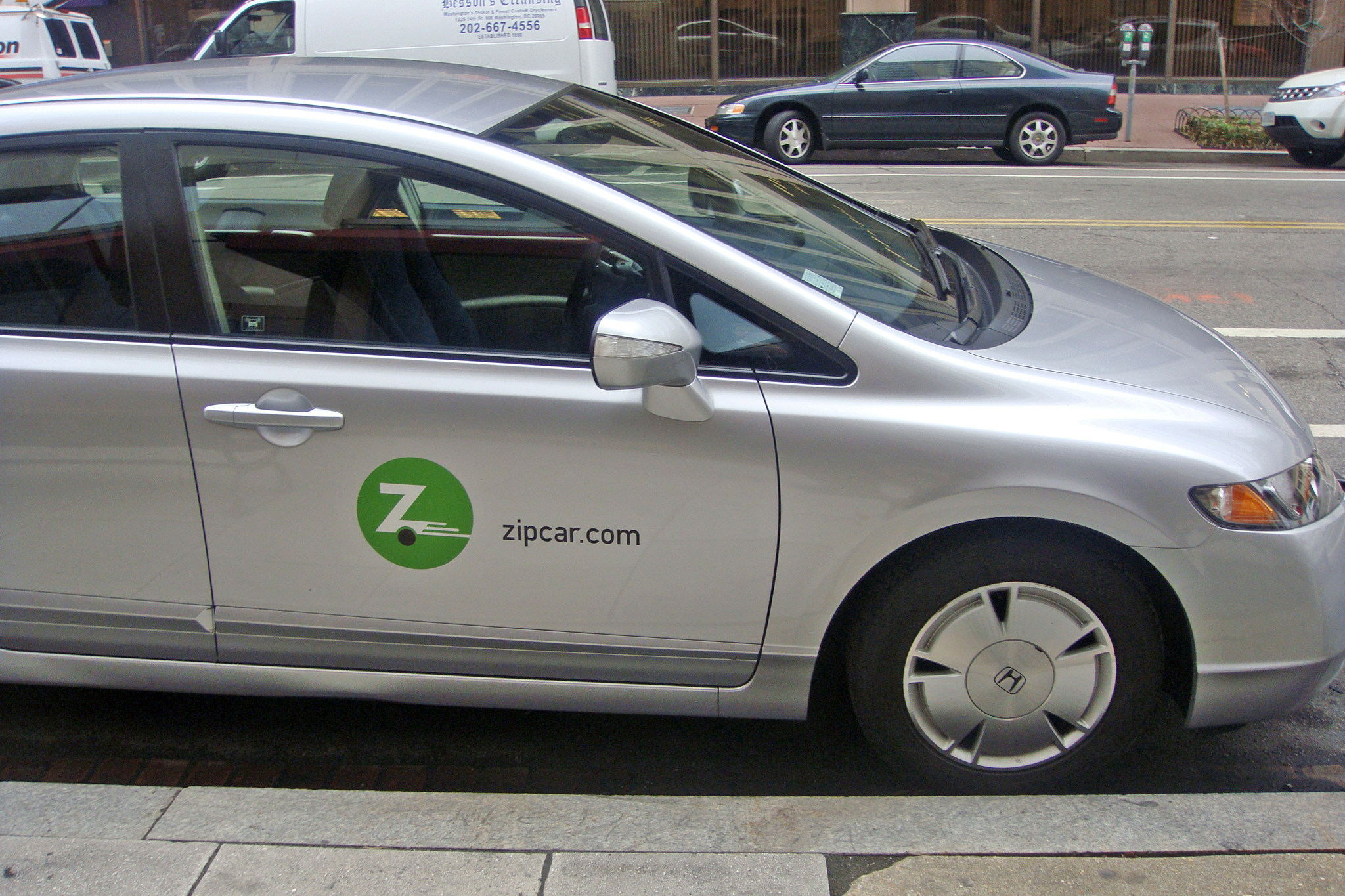
（瑞士，伯尼尔，移动共享汽车。）

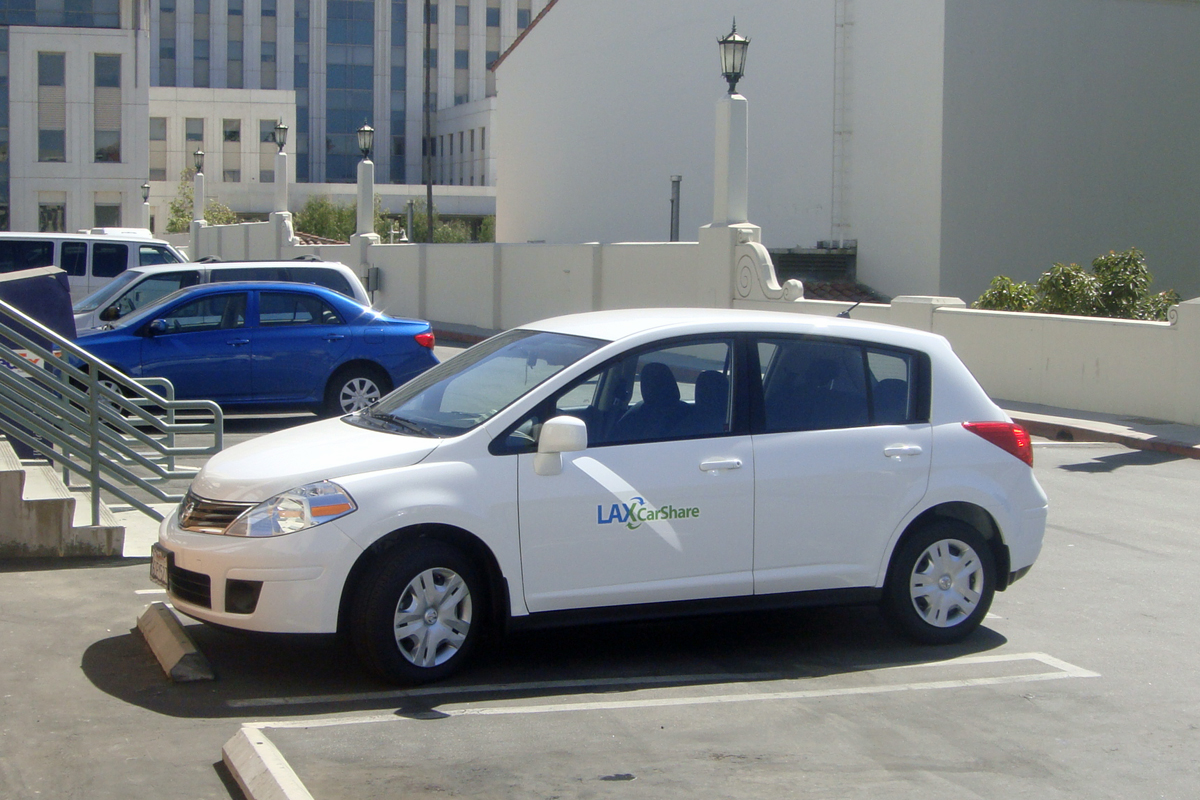
（Zipcar 公司的汽车行驶在华盛顿特区的市中心。）

「共享汽車」一詞起源於英語（Carsharing），目前已被國際廣泛接受。其同義詞包括荷蘭語的「 deelauto 」、法語的「voiture partagée」、丹麥語的「samkørsel」、德語的「Mitfahrgelegenheit」。在英國共享汽車稱為「汽車俱樂部」（car clubs）這一專有名詞在英國被廣泛使用。然而在美國，這個詞語則指的是汽車愛好者的俱樂部。而英語中的「carpooling」也可以被認為是共享汽車的同義詞。
「共乘」是指共享使用特定汽車，特別是上班族，通常擁有私家車，但為了節省費用，選擇與他人一起共乘。然而，在英國，共乘的英文稱為「hitch」，而在美國則稱為「ridesharing」。
受创新的启发，汽车共享在世界各地自发涌现，根据用户和组织者的目的，各地用不同的方式进行。一个小型的非正式新企业可能只有一辆共享车和少数的共享者。大型服务往往集中在有许多潜在客户的城市地区。
不同于传统的汽车租赁，区别如下：
- 汽车共享无时间限制
- 预定，取车和还车为自助服务
- 用车可按分钟，小时或按日为单位计算
- 用户成员已提前获取驾车资格（通过驾驶背景检查且已建立支付方式）
- 车辆位置分布在整个服务区（经常位于公共交通入口）
- 价格已包括保险和燃料费
- 汽车在每次使用后不提供（洁净燃料）服务。但是也有些服务项目例外，如不断清洗并且给他们的车队加油。

一些汽车共享业务是与当地汽车租赁公司合作，提供客户最客观的价格。城市汽车共享给那些平时大多坐公車，步行或骑车，只在外出旅行、搬运大件东西、或是在一些特殊场合时需要用车的人提供了一种解决方法。也给了一家中多人驾车但又不想买很多车的家庭提供一种选择。长期研究城市汽车共乘的罗伯特切尔韦罗委员——城市区域规划的教授在加州大学伯克利分校发现百分之三十的户主加入销售汽车的行列，有的推迟购买汽车。使用公交，骑自行车，散步的人群也在逐渐增加。
汽车共享对于全职上下班的人来说一般无法降低太多成本。汽车共享运营商通过统计得出，日常不开车或每年驾车少于10,000公里（约6,200英里）的人，拼车的效益高于购买私家车 。但50％的数字变化是由汽车共享运营商和其他机构根据当地情况汇报的。如果偶尔拼车的成本大大低于私家车，会更方便於低收入家庭。
拼车还可以帮助减少交通堵塞和污染。私家车替换成拼车，直接减少了停车位的需求。事实上，在同一时间车辆使用数的减少会改善高峰期的交通堵塞。更重要的是减少交通拥挤，巨额成本鼓励少开车。同时也降低养车的成本花销（如购买费，保险，注册和维护费用）。
成功发展拼车的地区往往是那些人口密集地区，像市中心，大学周边和其他校区。有些项目（主要是在欧洲）提供在低人口密度和农村地区的服务。低密度区域被认为更难提供汽车共享服务，由于潜在的远距离和缺乏交通模式的选择性， 用户必须前往取车。
人们在参于汽车共享服务后，就售出他们的一手车，二手车或其他车辆。根据2008年伯克利大学的调查，汽车共享服务降低了每月的交通成本，平均每月可节省135－435美元。

## 如何运作

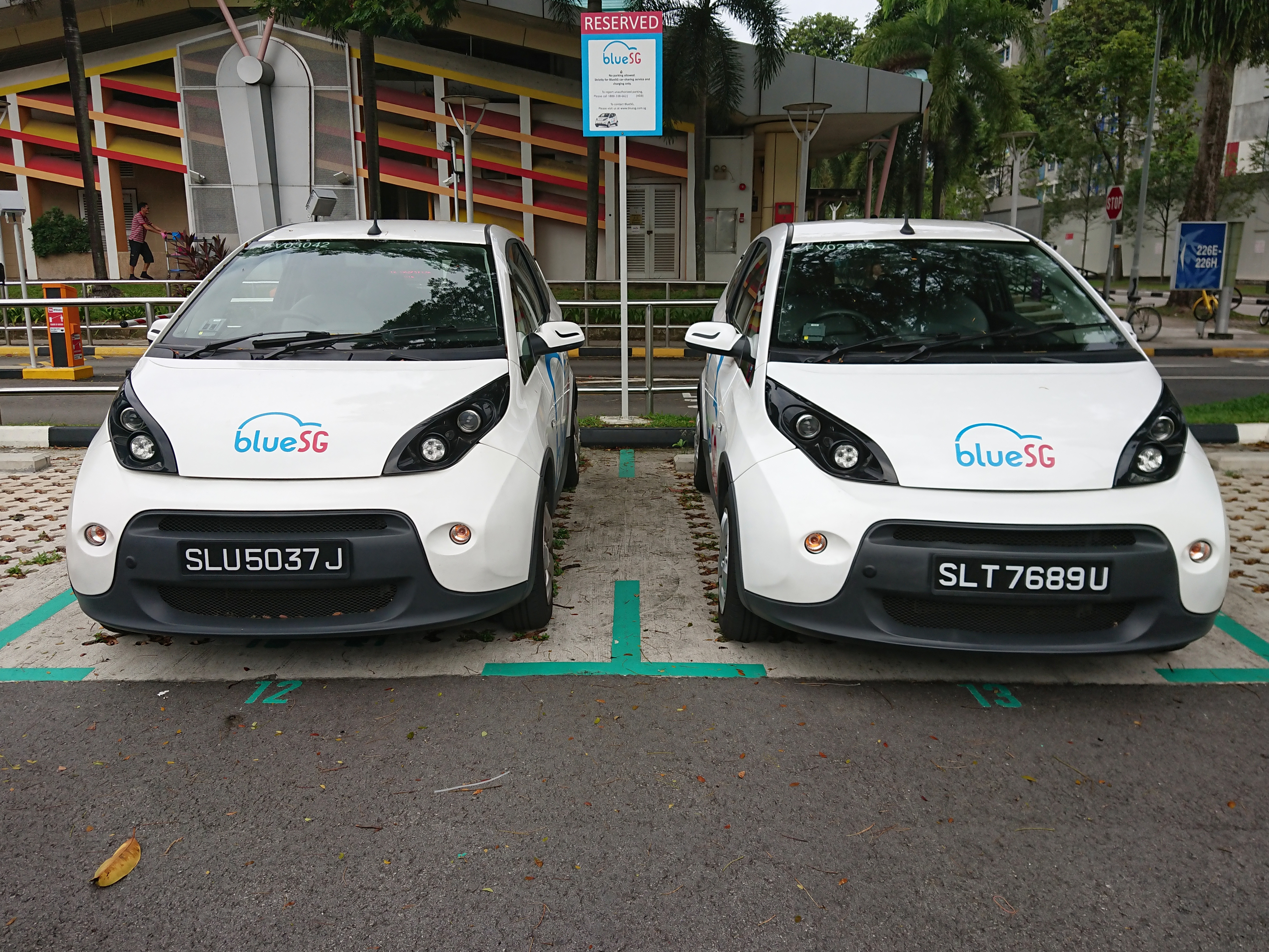
一家汽车共享公司的徽标品牌车辆在停车场里。

汽车共享运营方式差别很大，从简单的手动系统，使用钥匙盒和记录表到越来越来复杂的计算机系统和配套的可处理一系列日益增多的后勤部门的程序。最简单的汽车共享运营体系只有一个或两个集合地点，但更为先进的体系，允许汽车接送至指定工作区域的任何可用的公共停车位 。虽然他们的目标，规模，业务模式，野心，技术和目标市场均有显著不同，但这些程序有许多共同特征。一辆车的使用成本和最大时限也是有差异的。可以通过网上或手机预定，也可以根据公司的安排进行短信预定，之后公司会询问以下信息：
- 获取时间：什么日期、时间需要用车
- 使用时间：用车多久
- 获取地点：方便在哪里取车
- 车辆类型：选择什么类型的车

越早预定，选择就越多。如果取消预定，可能要收取费用。
一旦预定完成和确认，该车会在预定的时间和地点交付。此外会有一个小的读卡器安装在挡风玻璃上。一旦顾客把他们的会员卡置放在读卡器上，它将使用智能技术来激活时间和开启车门。读卡器到预定的精确时间将会开启。钥匙可在车内的某个地方找到，比如杂物箱。根据不同的公司，客户会拿到置物柜的钥匙，开启置物柜后会找到汽车的发动钥匙。一切就绪后，顾客就出发前往目的地。虽然公司员工经常清洗汽车和加满油箱，但是拼车公司需要负责车辆的长期维修。会员要确保当他们用完时，该车已为下一个用户做好出发的准备。

## 历史

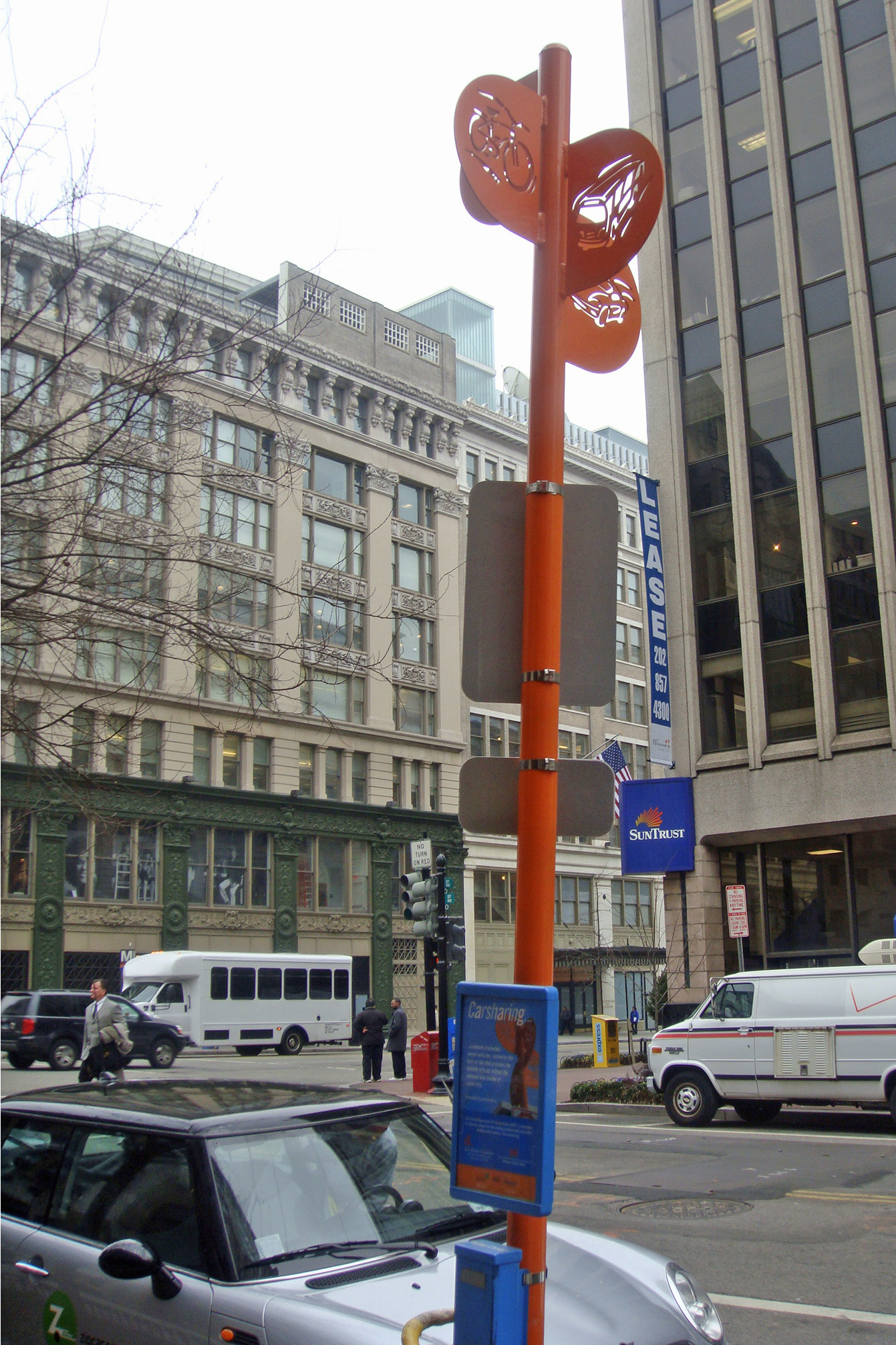
在华盛顿本港路旁设由Zipcar 公司接送区域

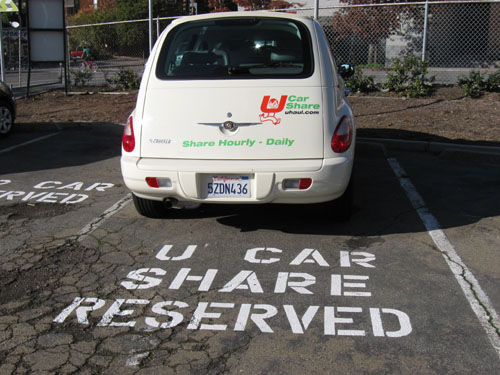
优汽车共享公司接送停在沙塔克街道以外区域

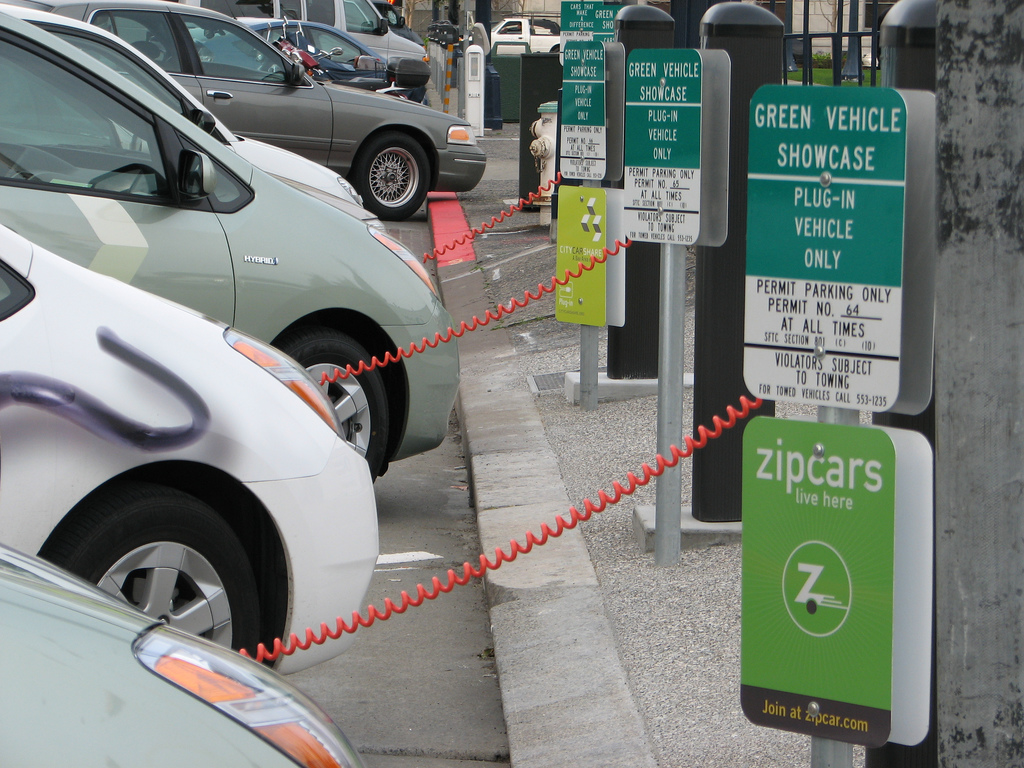
Zipcar插电转换成丰田普瑞斯再充电，在旧金山市政厅前的专用公共充电站

第一个引用出版汽车共享标识的是 SelbstfahrerGenossenchaft ， 汽车共享方案是在1948年苏黎世的合作社进行，未来数年後有更多新的发展理念。20世纪60年代，作为创新者，企业家，城市和公共机关，研究了高科技可能性交通运输，主要是基于计算机——小型车辆系统（几乎所有的人在不同的轨道）——它有可能对现在的服务理念和管理技术有所启发。
20世纪70年代开始出现一条龙的汽车共享项目。法国ProcoTip系统仅仅维持了2年。一个更加雄心勃勃的计划“白色汽车”，是1968年“白色自行车”项目的创始人在阿姆斯特丹推出的。在一个复杂的小型电动车项目基础上，电子控制预定和回程，并计划覆盖整个城市的大部分车站，该项目持续到80年代中后期，但是最终放弃了。
20世纪80年代和90年代前期，是汽车共享 “到来的时代”，它缓慢持续增长，主要是规模较小的非盈利系统，很多在瑞士和德国。此小型规模同样设在瑞典，荷兰，加拿大和美国。此行业的分水岭为20世纪90年代，表现为出现一批大型的，有组织有结构的工程，如：
-  德国 斯塔特奥拓公司
-  瑞士 先前运营两车共享工程
-  挪威 汽车共享公司
-  荷蘭 众泰汽车公司

后续发展包括：
- 康木汽车, 之后是汽车网络合作，然后是加拿大的汽车共享
-  美国 俄勒冈州波特蘭的Flexcar (现合并Zipcar公司)
-  美国 麻薩諸塞州波士顿的Zipcar
-  英格兰 Whizzgo俱乐部
-  英格兰& 苏格兰 都市汽车俱乐部
-   GoGet，其次是2007年中期的智能汽车 2008年10月，Car2Go,首推于德国乌尔姆
-  爱尔兰 GoCar
-  加拿大 新斯科舍省2008年底的哈利法克斯汽车共享工程

到2010年中期，世界上最大的汽车共享服务是Zipcar公司，它拥有400000会员，4400个场所和9000辆车，占80％的美国市场份额和拥有全世界一半的汽车共享者。自2008年起，数家汽车租赁公司推出了自己的汽车共享服务。包括“赫兹连接”公司，它在美国和欧洲运营，“我们需要车”由租赁公司运营  ，而汽车共享公司“优”归优豪尔公司所有。在2010年，一个全新拼车方法开始实施，基于点对点的对等模式。点对点的租车模式，像波士顿的“接力乘车”，伦敦和纽约新建立的WhipCar“来租我车”服务, 旧金山的“斯普瑞德汽车公司”和匹兹堡的“ Go-Op”公司（可参见1871年加州法案AB公司的“私人汽车共享”）。

## 残疾人无障碍辅助功能
汽车共享服务面临着传统汽车租赁没有遇到的问题—身心障礙者租车，汽车共享没有专门的机械师安装或者调整残疾人辅助设备，该设备每次使用后都是无人看管的。2008年，都市汽车共乘首次推出了共享车辆可以携带轮椅，方便通道机。使残疾人也能享受到无障碍的服务。

## 创新
车辆共享运营商正在选择越来越多地第三方品牌广告，为了增加收入和提高竞争力。交通传媒，称为是户外广告媒体，是一种战略。目前（或即将）受雇于大型汽车共享经营者，比如加拿大的汽车共享公司和英国的都市汽车俱乐部，以及小型运营商，如澳大利亚“扎特”拼车公司。
对于未来的应用，许多汽车共享公司正投资插入式混合动力电动汽车（电动混合动力汽车）。随着这些类型的车辆使用，其中天然气消耗成本大大降低。由于大多数顾客并不需要长时间或远距离使用，能够给拼车公司足够的时间来“养精蓄锐”以便不时之需。此应用可以大大减少二氧化碳的排放和改善城市环境。
此外，拼车可视为一个科学技术消费变化案例，是一个‘创新和社会经济环境之间的相互调整过程’。基于现今旅客运输能力和目前的技术变化现状，这一创新具有很大的潜力。
其他国家已步入设计“概念汽车”的阶段，建立城市整个公共交通系统。 PhiaroP70t海螺号是日本新概念车，完全由电池供电，而三个座位是为汽车共享理念所设计。该车制作小而紧凑，足以环绕城市也不会占用停车地方。对这类型的概念车推广已经引起全球汽车公司的关注。

## 各国情況
目前世界上規模最大的共享汽車品牌為美国的Zipcar，其在北美洲、欧洲及亚洲多個國家都有提供租車服務。此外，各國的共享汽車品牌還包括：
- 日本：時代租車旗下的「Times cars-share」。
- ：「Socar」、「Greencar」和「TuruCAR」為韓國三家具有代表性的共享汽車品牌。
- 臺灣：和運租車於2015年推出「iRent」共享汽機車，隨後也有格上租車於2020年推出的「Go Smart」、中租公司於2024年推出的「URIDE」，加上美商Zipcar為臺灣幾間較具規模的共享汽車品牌。
- 中国大陆：國內品牌包括首汽集團推出的「GO FUN出行」、宝能集团旗下的「聯動雲」、上汽集团的「EvCard」、北汽集团的「摩範出行」、力帆集团的「盼達用車」等在內，大大小小數十個品牌，並且多數都有提供电动汽车。